# Renny Harlin
Renny Harlin (nacido Lauri Mauritz Harjola; Riihimäki, Finlandia, 15 de marzo de 1959) es un director, productor, guionista y actor de cine y televisión finlandés afincado en Hollywood. Ha dirigido películas como Die Hard 2 (1990), Cutthroat Island (1995), Deep Blue Sea (1999) o El exorcista: el comienzo (2004).

## Biografía
Renny Harlin nació en Riihimäki, Finlandia, el 15 de marzo de 1959. Hijo de padre médico y de madre enfermera, descubrió que quería dedicarse al mundo del cine con catorce años cuando vio a Charles Bronson y Don Siegel mientras estos filmaban en Helsinki la cinta Telefon (1977). Harlin empezó su carrera a principios de los años 80, realizando anuncios para reconocidas compañías, como Shell. Después de haber iniciado su carrera en el cine y la televisión como director, siguió trabajando en diferentes anuncios publicitarios. En sus producciones suele introducir elementos que hagan referencia a su país natal, Finlandia. Se casó con la también actriz Geena Davis, a quien conoció durante el rodaje de La isla de las cabezas cortadas (1995), el 18 de septiembre de 1993, aunque finalmente se divorciaron en el año 1998.

## Filmografía

### Cine
| Año  | Título                                        | Notas                              |
| ---- | --------------------------------------------- | ---------------------------------- |
| 1986 | Born American                                 | También guionista.                 |
| 1988 | Prison                                        | También guionista (sin acreditar). |
| 1988 | A Nightmare on Elm Street 4: The Dream Master |                                    |
| 1990 | Die Hard 2                                    |                                    |
| 1990 | Las aventuras de Ford Fairlane                |                                    |
| 1993 | Cliffhanger                                   | También productor.                 |
| 1995 | Cutthroat Island                              | También productor.                 |
| 1996 | The Long Kiss Goodnight                       | También productor.                 |
| 1999 | Deep Blue Sea                                 |                                    |
| 2001 | Driven                                        |                                    |
| 2004 | Mindhunters                                   | También productor ejecutivo.       |
| 2004 | El exorcista: el comienzo                     |                                    |
| 2006 | The Covenant                                  |                                    |
| 2007 | Cleaner                                       |                                    |
| 2009 | 12 Rounds                                     |                                    |
| 2011 | 5 Days of August (5 días de guerra)           | También productor.                 |
| 2011 | Mannerheim                                    |                                    |
| 2014 | The Legend of Hercules                        | También guionista.                 |
| 2024 | The Bricklayer                                | [ 4 ]                              |
| 2024 | The Strangers: Chapter 1                      |                                    |
| 2025 | The Strangers: Chapter 2                      |                                    |
| TBA  | The Strangers: Chapter 3                      |                                    |

## Premios y nominaciones
Razzie Awards
| Año  | Categoría               | Nominado por                    | Resultado |
| ---- | ----------------------- | ------------------------------- | --------- |
| 1991 | Razzie al peor director | The Adventures of Ford Fairlane | Candidato |
| 1996 | Razzie al peor director | Cutthroat Island                | Candidato |
| 2002 | Razzie al peor director | Driven                          | Candidato |
| 2005 | Razzie al peor director | Exorcist: The Beginning         | Candidato |
| 2014 | Razzie al peor director | The Legend of Hercules          | Candidato |